# Sette lance di Shizugatake

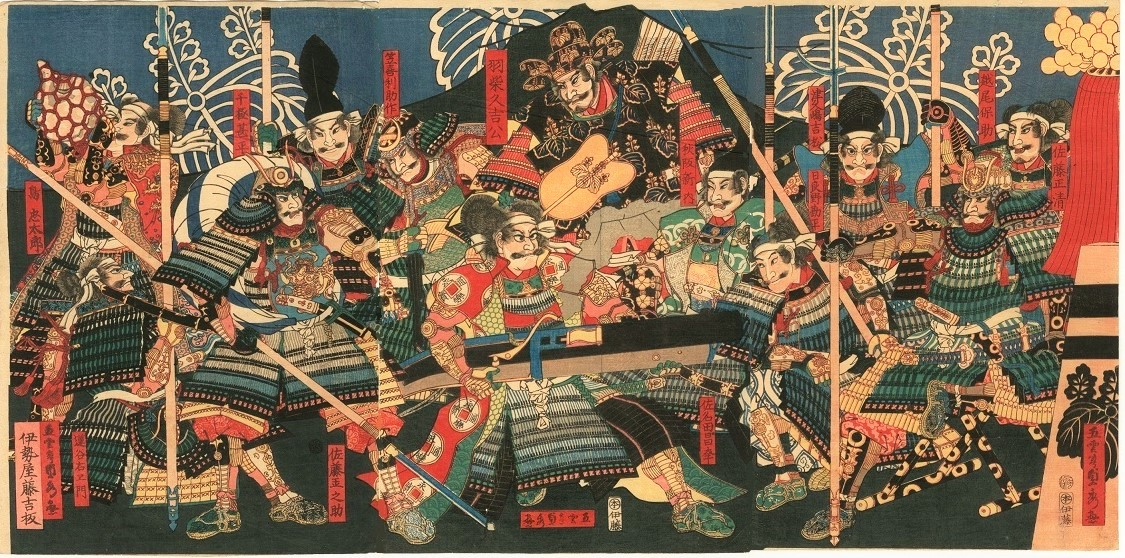
Le sette lance di Shizugatake

Le sette lance di Shizugatake (賤ヶ岳の七本槍?, Shizugatake no shichi-hon-yari) erano le guardie a cavallo di Toyotomi Hideyoshi durante la battaglia di Shizugatake del 1583. Nel momento decisivo della battaglia Hideyoshi ordinò loro di abbandonare la posizione e caricare l'armata di nemica di Shibata Katsuie. Dopo che Hideyoshi prese il controllo del Giappone molti di loro vennero promossi a daimyō.
Le sette lance di Shizugatake erano formate dai seguenti samurai:
- Fukushima Masanori (1561–1624)
- Hirano Nagayasu (1559–1628)
- Kasuya Takenori (1562–1607)
- Katagiri Katsumoto (1556–1615)
- Katō Kiyomasa (1562–1611)
- Katō Yoshiaki (1563–1631)
- Wakizaka Yasuharu (1554–1626)

Fukushima, Katō Kiyomasa e Katō Yoshiaki ricevettero grandi ricompense da Hideyoshi, rispettivamente feudi da 240.000 koku a Owari, 195.000 koku a Higo e 100.000 koku a Iyo. Gli altri membri ebbero ricompense più modeste ma comunque di migliaia di koku.
Nella battaglia di Sekigahara e nell'assedio di Osaka tutti tradirono Toyotomi Hideyori, figlio di Hideyoshi, con l'eccezione di Kasuya Takenori che combatté al fianco di Ishida Mitsunari. Takenori fu perdonato successivamente, dopo la sconfitta di Ishida. 
Con l'avvento dello shogunato Tokugawa, le sette lance o i loro successori vennero cacciati dalle loro terre, escluso Hirano.